# Volvo GTZ

El Volvo GTZ y el GTZ 3000 son dos prototipos de automóvil construidos por el fabricante sueco Volvo y diseñados por Zagato. El GTZ fue presentado en el Salón del Automóvil de Turín de 1969 en el stand de Zagato y el GTZ 3000 debutó al año siguiente en el Salón del Automóvil de Ginebra de 1970 .